# دره میدان
درهٔ میدان یکی از دره‌های افغانستان است که در ولایت میدان وردک و در منطقهٔ شمال شرقی کشور واقع شده‌است.